# Тегеран (станція)
35°39′26″ пн. ш. 51°23′50″ сх. д. / 35.65710023° пн. ш. 51.39734373° сх. д.

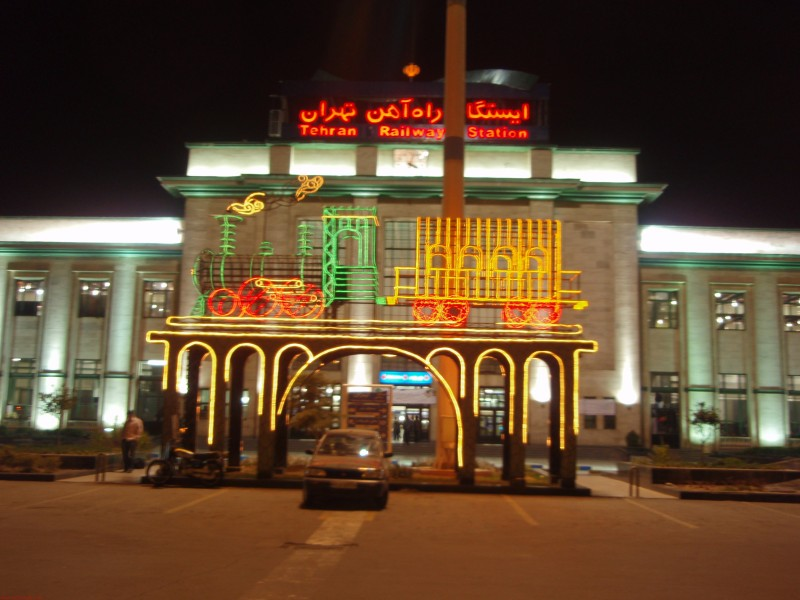
Будівля вокзалу в Тегерані, побудована за проектом Владислава Городецького

Залізнична станція Тегеран — центральна залізнична станція та залізничний вокзал у Тегерані, Іран.

## Трафік
Від станції прямують залізниці:
- Трансіранська залізниця (південна лінія) до Бендер-Махшехр та Хорремшехр
- Трансіранська залізниця (північна гілка) до Горгану та Туркменістану (на кінець 2010-х пасажирський рух до Туркменістану відсутній)
  - залізниця, що відгалужується від Трансіранської залізниці — Залізниця Гермсар — Мешхед[de] до Мешхеду і далі до Туркменістану залізницею Північ — Південь[de]
- Залізниця Тегеран — Тебриз і далі залізницею Ван — Тебриз до Туреччини. Зараз пасажирський трафік до Туреччини припинено через політичну ситуацію там (на кінець 2010-х).
- Швидкісна залізниця Тегеран — Ісфахан[de], на 2019 будується південна дільниця, прямує до Мухаммедія

### Пересадки
Пересадка на лінію 3 Тегеранського метрополітену станція Рахахан.

## Історія
Станція була побудована в 1928–29 рр. під час будівництва Трансіранської залізниці і була відкрита в 1930 році. Вокзал був побудований через декілька років. З часом тут були підключені інші залізничні лінії. Станція діє як центральна станція Тегерану. У квітні 2014 року станція була підключена до Тегеранського метро через станцію Рахахан.

## Дислокація
Розташований в районі Джавадіє, на півдні Тегерана, з південного боку Залізничної площі, на початку вулиці Валі-Аср.

## Архітектура
Головна будівля вокзалу побудована за проектом українсько-польського архітектора Владислава Городецького